# Thula (Yémen)
Ne pas confondre avec Thula, genre poétique de la littérature norroise.
Thula, Thulâ, Thila ou al-Thula (en arabe : ثُلَاء) est une ville du Yémen dans le gouvernorat d'Amran.

## Géographie
Thula se situe à 2 600 m d'altitude, à 45 km de la capitale, Sanaa. Elle est dominée par une forteresse d'accès difficile avec une vue étendue sur le pays environnant. Elle était peuplée de 4 000 habitants en 1962. En 2005, sa population est estimée à 16 262 habitants.

## Histoire
Le plus ancien habitat connu, du nom d'Altaleh, remonte à la période du royaume préislamique  d'Himyar ; des inscriptions en alphabet sudarabique sont encore visibles sur la falaise. Des vestiges plus anciens, de l'époque du royaume de Saba, ont été trouvés sous les niveaux himyarites. Selon la tradition locale elle doit son nom à un nommé  T̲h̲ulā b. Lubāk̲h̲a b. Aḳyān b. Ḥimyar al-Aṣg̲h̲ar.
Au XVIe siècle, elle est plusieurs fois la résidence des imams zaïdites. En 1552, Mutahhar, fils de l’imam Yahyà Sharaf al-Dîn, révolté contre l'Empire ottoman, s'établit à Thula et résiste à une armée ottomane commandée par Özdemir Pacha. Le siège se conclut sur un accord par lequel Mutahhar se reconnaît vassal de la Porte ottomane ; il meurt à Thula en 1572. En 1598, les héritiers de Yahyà Sharaf al-Din, établis à Thula, se rallient à Qasim ben Muhammad, autre imam de la lignée zaïdite, qui a pris la tête d'une nouvelle révolte : la ville résiste à une attaque des Ottomans. Ceux-ci seront finalement chassés en 1635 de la province du Yémen qui devient un État indépendant sous la dynastie des Qasimides.
Pendant la guerre civile yéménite commencée en 2014, le gouvernorat d'Amran, relativement épargné, reçoit un grand nombre de civils venus d'autres provinces. Selon les statistiques des Nations unies, en janvier 2016, Thula héberge 1 980 personnes déplacées.

## Architecture
La ville est bâtie au pied d'une falaise en grès rose. Très bien conservée, elle est entourée d'une enceinte de 7 000 m de long, haute de 5 à 7 mètres, avec 26 tours de guet et 9 portes. Elle compte 600 maisons de pierre, de 3 à 5 étages, d'un style homogène et décorées de frises. Les principaux édifices sont le palais de l'imam, les mosquées, le hammam, les bassins et un souk de 110 boutiques muni de caravansérails et points d'eau. On accède à la forteresse, le Husn-al-Ghurab, par des escaliers.

## Culture et tourisme
Thula est proposée au patrimoine mondial de l'UNESCO depuis le 8 juillet 2002 : c'est une des cinq villes prioritaires sur la liste du patrimoine yéménite. Entre 2004 et 2011, des travaux de restauration sont menés sur la porte Bab al-Mayah, plusieurs tours de guet, les chaussées et l'ancienne citerne.
Selon le Bureau de tourisme de la ville, Thula est visitée par 23 000 touristes en 2007 et 14 000 de janvier à novembre 2008 ; en décembre 2008, pendant les congés de l'Aïd al-Adha, la ville reçoit 450 visiteurs étrangers et 2 600 yéménites.

## Galerie

Vues de Thula
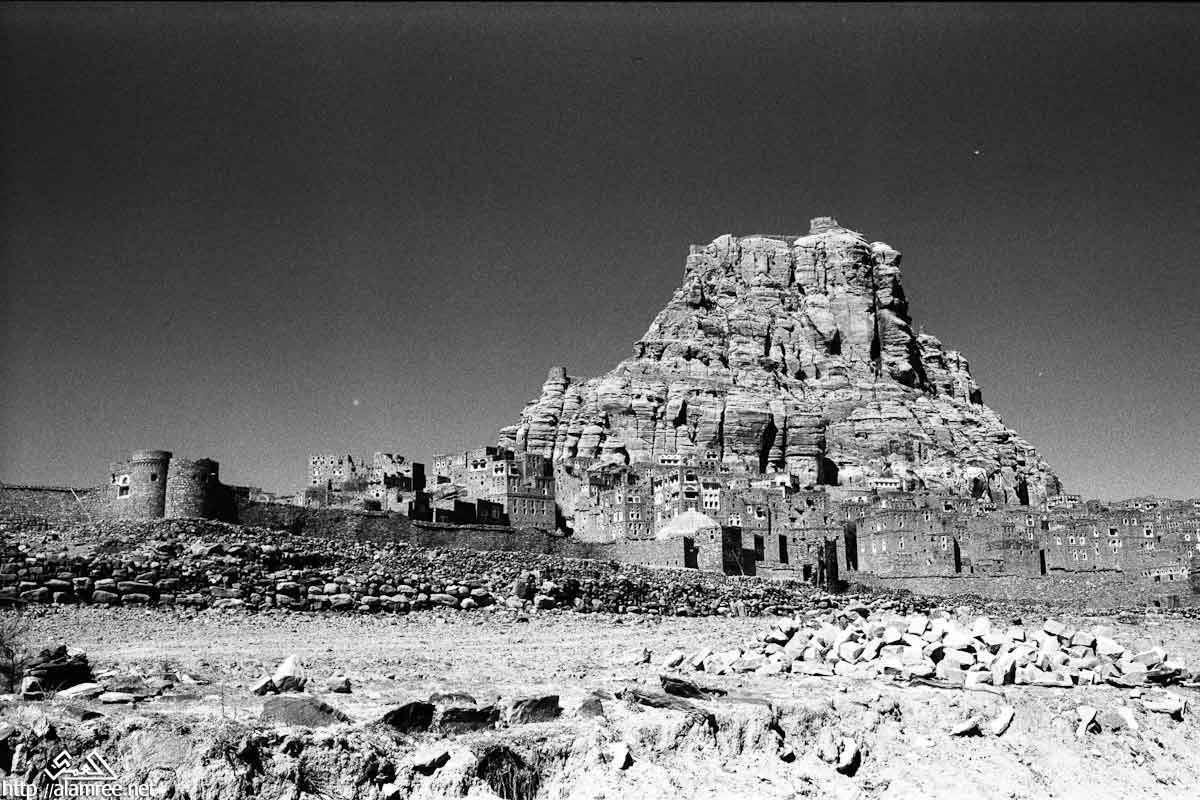
Thula et sa forteresse en 1977
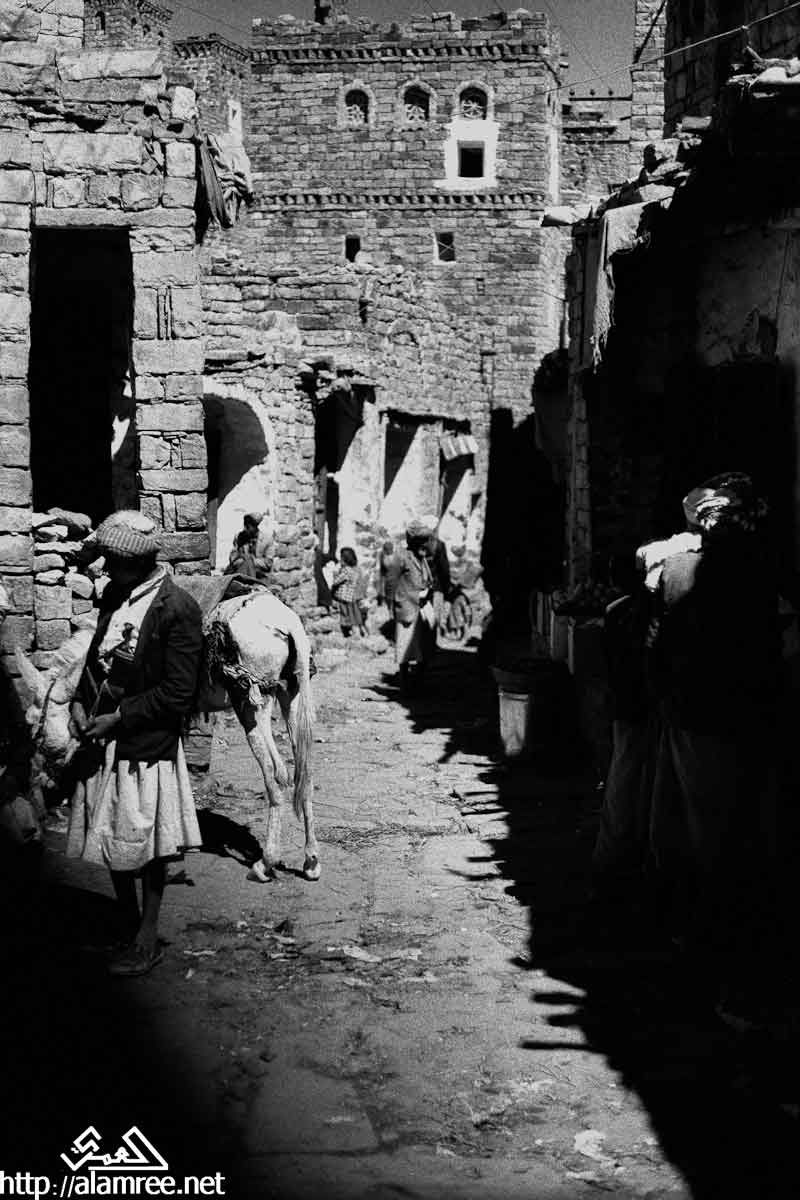
Rue de Thula en 1977
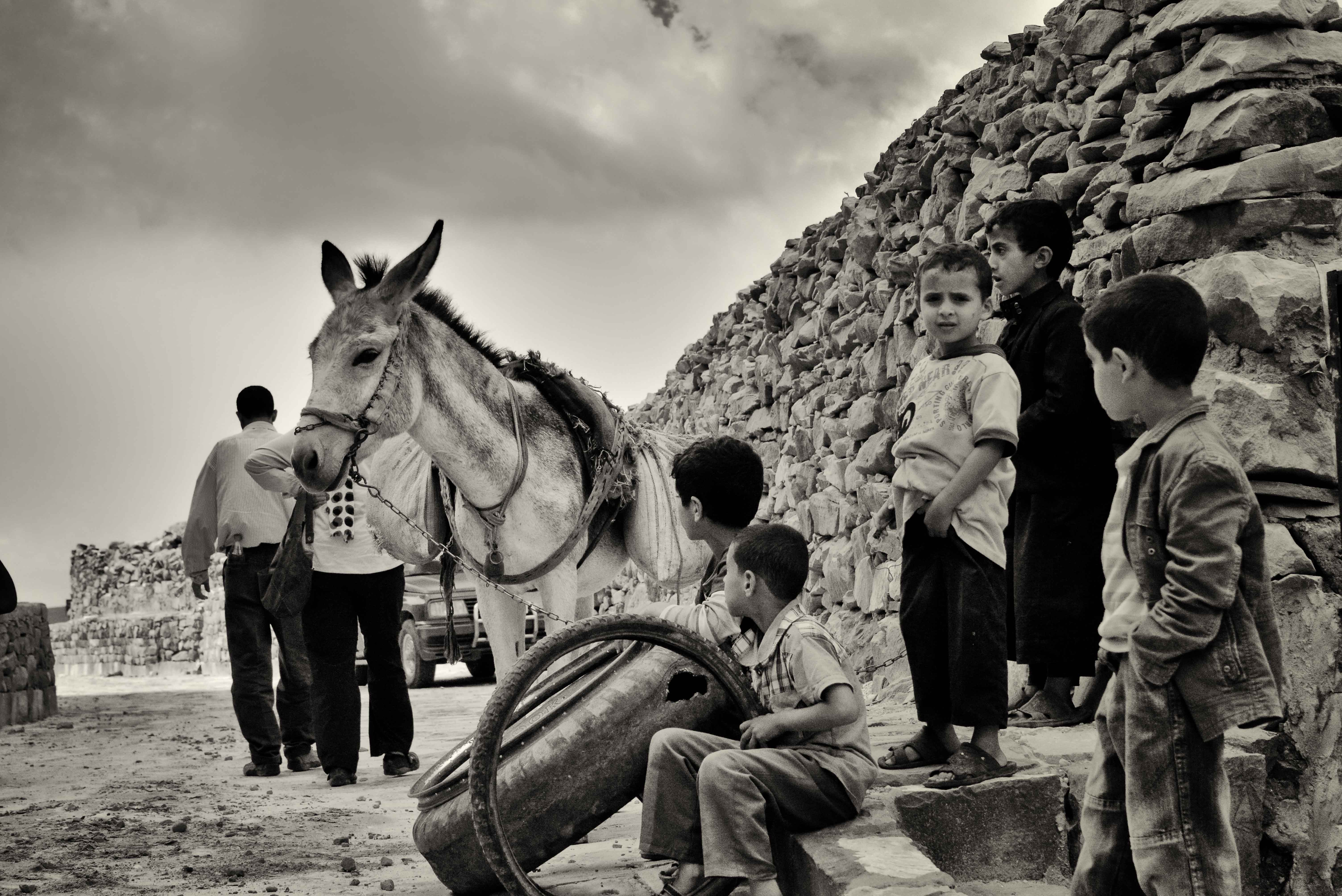
Réparation d'une roue à Thula en 2014
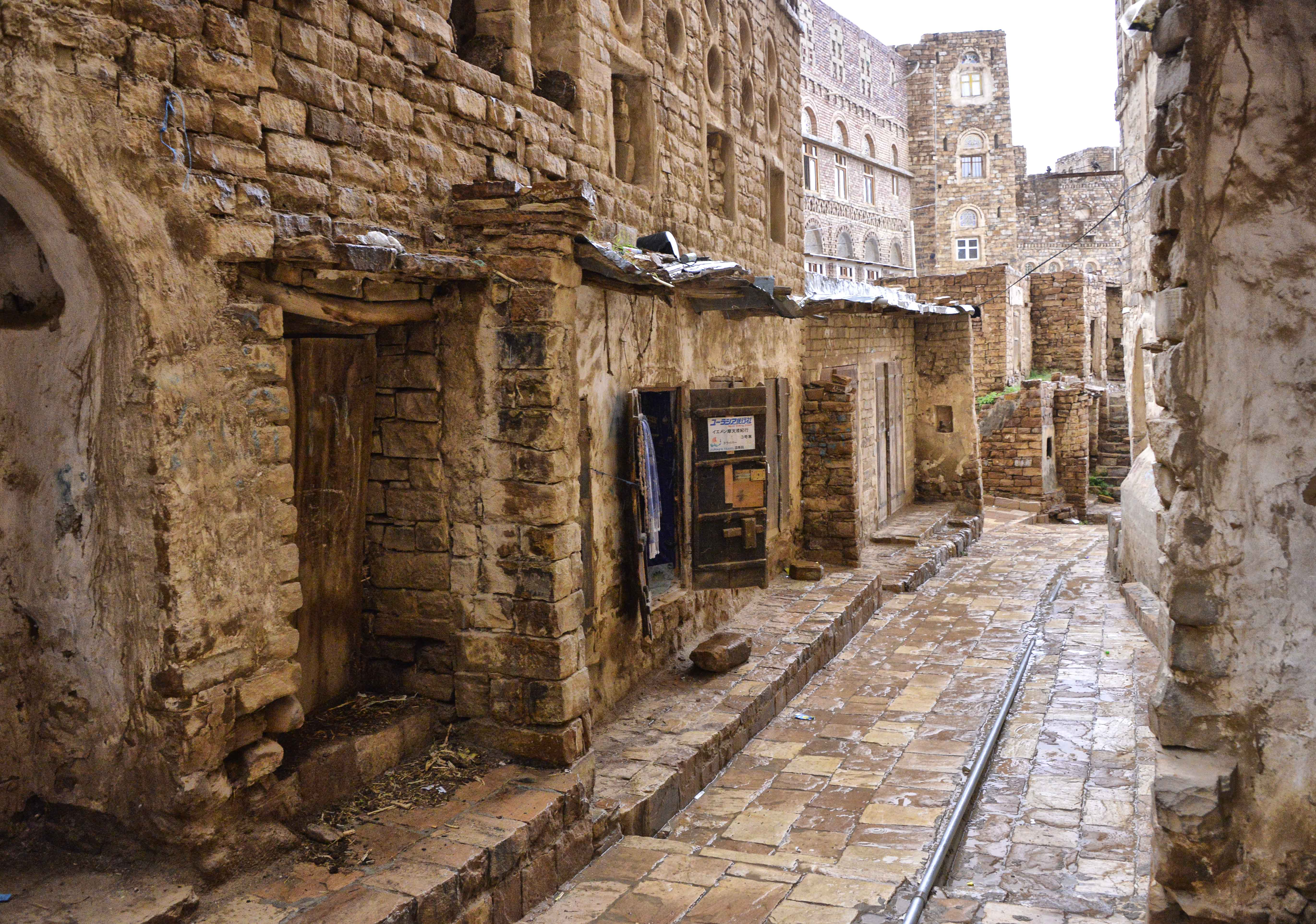
Rue de Thula en 2014
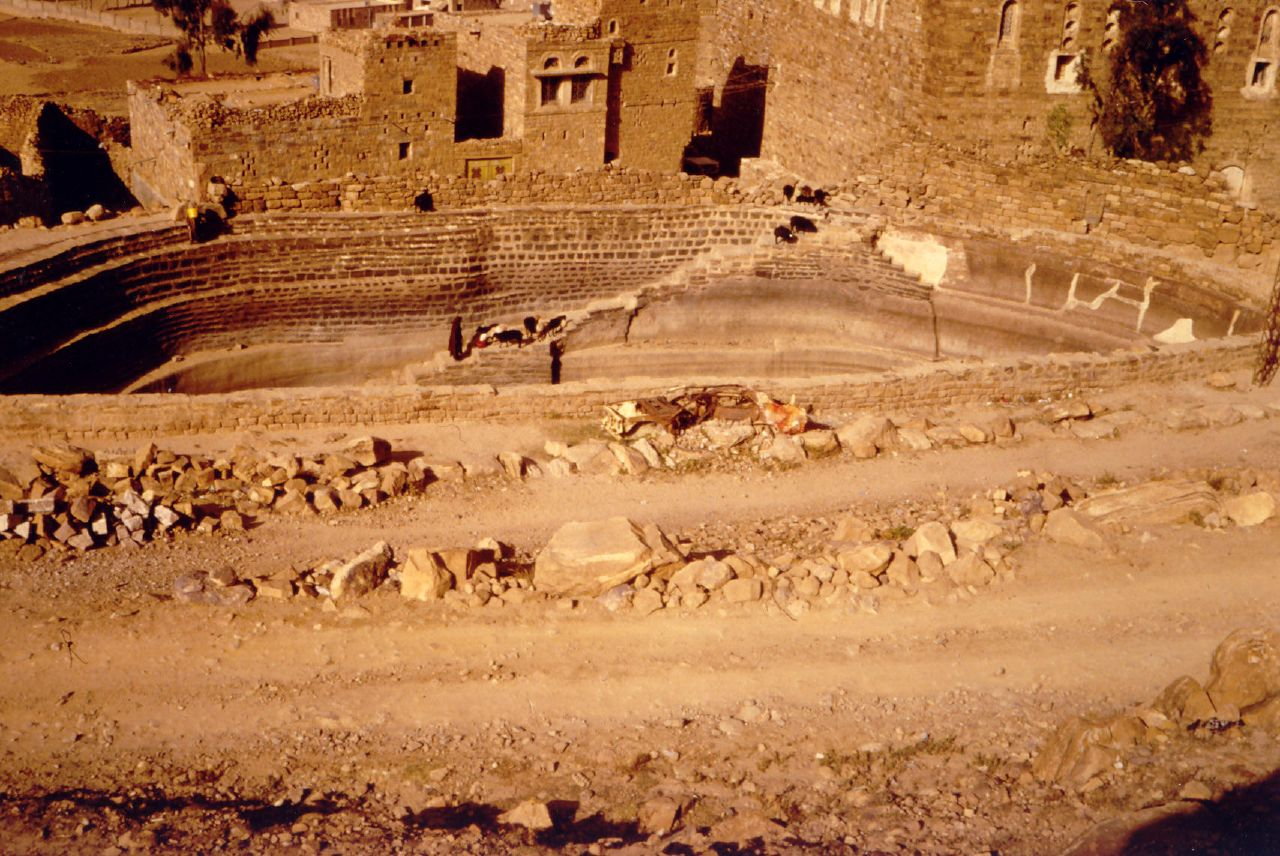
Citerne de Thula en 2006

### Sources et bibliographie
- (en) Cet article est partiellement ou en totalité issu de l’article de Wikipédia en anglais intitulé « Thula » (voir la liste des auteurs) dans sa version du 22 août 2020.
- Michel Tuchscherer, « Chronologie du Yémen (1506-1635) », Chroniques yéménites, 8 | 2000,
- (en) UNESCO, « The Historic City of Thula ».
- Abdullah al Hadrami, « Thula Fort Restoration in Yemen », sur Design boom, 8 mai 2013.
- G.R. Smith, « T̲h̲ulā », dans Encyclopédie de l'islam, Brill, 2010 (lire en ligne).
- Lucien Golvin, Marie-Christine Fromont (et al.), Thulâ : architecture et urbanisme d'une cité de haute montagne en République arabe du Yémen, Paris, Recherche sur les Civilisations, 1984